# Mike Boelee
Mike Boelee (Amsterdam, 29 juni 1990) is een Nederlands voetballer die als verdediger speelt.
Boelee doorliep de jeugdopleiding van AZ maar brak daar niet door. In het seizoen 2010/11 werd hij verhuurd aan Telstar. Voor die club speelde hij 9 keer in de eerste divisie. In oktober 2010 kwam Boelee in opspraak vanwege een tweet. Medio 2011 liep zijn contract bij AZ af en hij ging voor zijn jeugdclub RKSV RODA '23 spelen. In 2012 ging hij naar Ter Leede waarmee hij in het seizoen 2013/14 in de Topklasse speelde. Boelee was Nederlands jeugdinternational. Begin 2020 besloot hij per direct (tijdelijk) te stoppen met voetballen vanwege een kans in zijn carrière buiten het voetbal.

## Carrièrestatistieken
| Seizoen         | Club            | Land            | Competitie      | Competitie | Competitie | Beker | Beker | Internationaal | Internationaal | Overig | Overig | Totaal | Totaal |
| Seizoen         | Club            | Land            | Competitie      | Wed.       | Dlp.       | Wed.  | Dlp.  | Wed.           | Dlp.           | Wed.   | Dlp.   | Wed.   | Dlp.   |
| --------------- | --------------- | --------------- | --------------- | ---------- | ---------- | ----- | ----- | -------------- | -------------- | ------ | ------ | ------ | ------ |
| 2010/11         | AZ              | Nederland       | Eredivisie      | 0          | 0          | 0     | 0     | 0              | 0              | 0      | 0      | 0      | 0      |
| 2010/11         | → Telstar       | Nederland       | Eerste divisie  | 9          | 0          | 1     | 0     | 0              | 0              | 0      | 0      | 10     | 0      |
| Carrière totaal | Carrière totaal | Carrière totaal | Carrière totaal | 9          | 0          | 1     | 0     | 0              | 0              | 0      | 0      | 10     | 0      |

## Interlandcarrière

### Nederland onder 19
Op 9 oktober 2008 debuteerde Boelee voor Nederland –19 in een kwalificatiewedstrijd tegen Litouwen –19 (4 – 1).
| Interlands van Mike Boelee | Interlands van Mike Boelee | Interlands van Mike Boelee | Interlands van Mike Boelee | Interlands van Mike Boelee | Interlands van Mike Boelee |
| №                          | Datum                      | Wedstrijd                  | Uitslag                    | Soort Wedstrijd            | Doelpunten                 |
| Als speler bij AZ          | Als speler bij AZ          | Als speler bij AZ          | Als speler bij AZ          | Als speler bij AZ          | Als speler bij AZ          |
| -------------------------- | -------------------------- | -------------------------- | -------------------------- | -------------------------- | -------------------------- |
| 1.                         | 9 oktober 2008             | Nederland – Litouwen       | 4 – 1                      | Kwalificatie EK –19 2009   | 0                          |
| 2.                         | 11 oktober 2008            | Luxemburg – Nederland      | 2 – 3                      | Kwalificatie EK –19 2009   | 0                          |
| 3.                         | 14 oktober 2008            | Nederland – Duitsland      | 1 – 2                      | Kwalificatie EK –19 2009   | 0                          |
| 4.                         | 11 februari 2009           | België – Nederland         | 1 – 0                      | Vriendschappelijk          | 0                          |
| 5.                         | 31 maart 2009              | Nederland – Roemenië       | 2 – 2                      | Vriendschappelijk          | 0                          |
| 6.                         | 6 juni 2009                | Slowakije – Nederland      | 1 – 1                      | Kwalificatie EK –19 2009   | 0                          |

### Nederland onder 18
Op 21 november 2007 debuteerde Boelee voor Nederland –18 in een vriendschappelijke wedstrijd tegen Tsjechië –18 (1 – 0).
| Interlands van Mike Boelee | Interlands van Mike Boelee | Interlands van Mike Boelee | Interlands van Mike Boelee | Interlands van Mike Boelee | Interlands van Mike Boelee |
| №                          | Datum                      | Wedstrijd                  | Uitslag                    | Soort Wedstrijd            | Doelpunten                 |
| Als speler bij AZ          | Als speler bij AZ          | Als speler bij AZ          | Als speler bij AZ          | Als speler bij AZ          | Als speler bij AZ          |
| -------------------------- | -------------------------- | -------------------------- | -------------------------- | -------------------------- | -------------------------- |
| 1.                         | 21 november 2007           | Tsjechië – Nederland       | 0 – 1                      | Vriendschappelijk          | 0                          |
| 2.                         | 6 februari 2008            | Turkije – Nederland        | 1 – 1                      | Vriendschappelijk          | 0                          |
| 3.                         | 26 maart 2008              | Nederland – Zwitserland    | 2 – 0                      | Vriendschappelijk          | 0                          |